# Rio San Juan (Colômbia)
O rio San Juan é um curso de água que banha a Colômbia. Tem cerca de 380 km de comprimento.